# Khởi nghĩa Mỹ Lương
Khởi nghĩa Mỹ Lương (sử cũ gọi là Giặc Châu Chấu) là một cuộc nổi dậy từ năm 1854 đến năm 1856 để chống lại triều đình vua Tự Đức, do Lê Duy Cự làm minh chủ, Cao Bá Quát (1808-1855) làm quốc sư, nổ ra tại Mỹ Lương thuộc tỉnh Sơn Tây cũ (nay thuộc xã Mỹ Lương, huyện Chương Mỹ, thành phố Hà Nội).
Theo GS. Nguyễn Phan Quang, tuy cuộc khởi nghĩa chỉ tồn tại trong khoảng hai năm (1854-1856), nhưng chứng tỏ rằng cho đến giữa thế kỷ 19, phong trào chống triều Nguyễn không hề lắng dịu và sẽ còn tiếp tục trong những năm sau đó với khởi nghĩa Cai Tổng Vàng, khởi nghĩa Chày Vôi....

## Nguyên nhân
Đến giữa thế kỷ 19, nền kinh tế Việt Nam hết sức suy đốn trì trệ. Thêm vào đó là nạn chiếm đoạt và tập trung ruộng đất của giới địa chủ, sự tham nhũng của nhiều quan lại, chế độ tô thuế và lao dịch khắc nghiệt; nạn bão lụt, hạn hán, ôn dịch và vỡ đê xảy ra liên miên. Tất cả đã đẩy người dân lao động xuống tận đáy khốn cùng. Một bài vè lưu hành ở thời vua Tự Đức có đoạn mô tả cảnh đói khổ, lưu vong của dân chúng như sau (trích):
| Cơm thì chẳng có Rau cháo cũng không Đất trắng ngoài đồng Nhà giàu niêm kín cổng Còn một bộ xương sống Vơ vất đi ăn mày Ngồi xó chợ lùm cây Quạ kêu vang bốn phía | Xác đầy nghĩa địa Thây thối bên cầu Trời ảm đạm u sầu Cảnh hoang tàn đói rét Dân nghèo cùng kiệt Kẻ lưu lạc tha phương Người chết chợ chết đường... ...Là cái thời Tự Đức. |

Do vậy chỉ tính riêng khoảng thời gian từ 1847 đến 1862, tức trước khi vua Tự Đức ký Hòa ước Nhâm Tuất nhường cho Pháp ba tỉnh miền Tây Nam Kỳ, đã có hơn 40 cuộc nổi dậy chống nghèo đói và áp bức, trong đó có cuộc nổi dậy Cao Bá Quát (1854-1856) ở Hà Tây (nay thuộc Hà Nội) là tiêu biểu nhất.
Năm 1850, không được lòng một số quan lớn tại triều, Cao Bá Quát phải rời kinh đô Huế đi làm giáo thụ ở phủ Quốc Oai (Sơn Tây). Một lần nữa, ông lại trở về quê để sống cùng với các tầng lớp dân nghèo, để suy nghĩ thêm về những chính sách hà khắc của triều đình và thêm quyết tâm đứng lên đánh đổ triều đình. Không lâu sau, lấy cớ về nuôi mẹ già, ông xin thôi dạy học.
Vào tháng 6, tháng 7 năm 1854 tại Bắc Kỳ, xảy ra nạn dịch châu chấu, mùa màng bị phá sạch, nạn đói hoành hành, mọi người đều ca thán. Theo một số nhà nghiên cứu thì nhân lúc ấy, Cao Bá Quát đã đứng lên tập hợp các tầng lớp sĩ phu, các thổ hào thổ mục và nhân dân bí mật chuẩn bị một cuộc nổi dậy chống triều Nguyễn tại Hà Nội. Đề cập đến vấn đề này, GS. Nguyễn Phan Quang viết:
Thực ra, cũng như bao sĩ phu khác, Cao Bá Quát vào đời bằng con đường khoa cử và muốn giúp đời bằng con đường làm quan, nhưng càng ngày ông càng cảm thấy bế tắc. Hàng ngày, ông nhìn thấy bao cảnh đói khổ của nông dân và bất công của xã hội. Tuy có lúc ông tỏ ra bi quan chán nản, nhưng vốn tính kiên cường, ông không thể tìm lối thoát nào khác ngoài con đường vùng dậy đấu tranh. Và cuộc khởi nghĩa do chính ông vận động và tổ chức là một hệ quả tất yếu.

## Diễn biến

### Chuẩn bị
Để chuẩn bị khởi nghĩa, Cao Bá Quát bí mật liên hệ với những thổ mục người dân tộc ở Tây Bắc là Vũ Kim Thanh, Đinh Công Mỹ, Bạch Công Trân... Rồi dựa vào lòng người còn tưởng nhớ tới nhà Lê, ông suy tôn một người thuộc dòng dõi ấy làm minh chủ là Lê Duy Cự, còn tự mình lãnh chức quốc sư.
Để nêu rõ ý nghĩa của cuộc nổi dậy, ông cho thêu hai dòng chữ lớn trên lá cờ, đó là:
Bình Dương, Đồ Bản vô Nghiêu Thuấn;
Mục Dã, Minh điều hữu Võ Thang.
Tạm dịch:
Ở Bình Dương và Đồ Bản không có những ông vua tốt như vua Nghiêu, vua Thuấn;
Thì ở Mục Dã, Minh Điều phải có những người như Võ Vương, Thành Thang nổi dậy.
Chẳng bao lâu sau, ông tập hợp được một lực lượng đông đảo, chủ yếu là những nông dân nghèo khổ ở miền xuôi và trung du. Ngoài ra, còn có mặt của giới trí thức, giới võ quan và lang đạo Mường, như: Đinh Nhật Thận (tiến sĩ, người Nghệ An, nguyên là Hàn lâm biên tu), Vũ Văn Đổng, Vũ Văn Ức (cả hai đều là người Hưng Yên, học trò của Cao Bá Quát), Nguyễn Kim Thanh (hào mục), Đinh Công Mỹ (lang đạo Mường), Nguyễn Hữu Vân (suất đội thủy vệ Hà Nội), Bạch Công Trân (suất đội cơ Sơn Dũng tỉnh Sơn Tây)...

### Đối đầu
Công cuộc còn đang trong giai đoạn chuẩn bị, thì bị người tố giác. Vua Tự Đức liền lệnh cho Tổng đốc Hà Ninh Lâm Duy Hiệp, Tổng đốc Sơn Hưng Tuyên Nguyễn Bá Nghi, hiệp cùng Tổng đốc Bắc Ninh là Nguyễn Quốc Hoan đi truy bắt "Đảng nghịch".
Để nhanh chóng đánh dẹp, nhà vua còn phái Vệ úy Hoàng thành Huế đem ngay một vệ lính tuyển phong, 15 võ sinh cùng 20 súng thần cơ ra ngay Hà Nội để hỗ trợ việc tiễu phạt.
Trước cục diện này, Cao Bá Quát đang ở Bắc Ninh vội trở về Sơn Tây bàn ngày khởi sự. Do lực lượng ở các tỉnh chưa được chuẩn bị chu đáo, nên khi lệnh khởi nghĩa được phát ra thì chỉ có nghĩa quân ở Mỹ Lương (huyện Mỹ Lương tỉnh Sơn Tây, nay là phần đất phía Tây huyện Chương Mỹ Hà Nội và đất huyện Kim Bôi Hòa Bình) do Cao Bá Quát và Đinh Công Mỹ trực tiếp chỉ huy là kịp nổi lên.
Trận mở đầu xảy ra vào tháng 11 âm lịch (1854) tại Ứng Hòa. Sau khi đánh chiếm được phủ thành này, Cao Bá Quát cho quân tiến lên hướng Bắc đánh chiếm luôn huyện lỵ Thanh Oai (cả hai đều thuộc Hà Nội). Nhưng chiếm giữ hai lỵ sở trên chỉ trong mấy ngày, sau đó ông cho chuyển hướng tấn công nơi khác.
Tháng 12 âm lịch (1854), cánh trung quân do Đô thống Nguyễn Văn Tuân chỉ huy từ Thanh Oai tiến đến Hà Nội, thì gặp quân triều đình đón đánh ở khu vực xã Đồng Dương và Thạch Bích (cả hai đều thuộc huyện Thanh Oai thời nhà Nguyễn, nay là Đồng Mai Hà Đông và Bích Hòa Thanh Oai). Cuộc chiến diễn ra ác liệt, quân của đôi bên đều bị chết nhiều. Nhưng vì yếu kém hơn về người và vũ khí, nên sau đó cả đoàn nghĩa quân bị đánh tan, các thủ lĩnh là Nguyễn Văn Tuấn, Nguyễn Đình Huấn, Hoàng Đình Nho, Lê Văn Trường,... đều lần lượt bị bắt.
Cũng khoảng thời gian này, một cánh nghĩa quân khác đang trên đường tiến đánh huyện lỵ Kim Bảng (nay thuộc tỉnh Hà Nam), thì bị đoàn quân của Lãnh binh Lê Tố đón đánh tan ở chân núi Quyển Sơn bên bờ sông Đáy, cách huyện lỵ trên khoảng 4 km.
Còn Cao Bá Quát sau khi cho quân rút khỏi Ứng Hòa và Thanh Oai, liền tiến đánh huyện Yên Sơn (Yên Sơn thời nhà Nguyễn) và vây phủ thành Quốc Oai. Đốt phá phủ thành xong, nghĩa quân đón đánh quân triều đình do Tổng đốc Nguyễn Bá Nghi chỉ huy. Cuộc giao tranh nổ ra ác liệt tại làng Sài Sơn, cách phủ thành 4 km. Rồi cũng vì không cân sức, quân khởi nghĩa buộc phải rút lui về huyện Phúc Thọ thuộc phủ Quảng Oai. Bị truy đuổi, Cao Bá Quát lại cho quân vượt sông Hồng sang phủ Vĩnh Tường (thời nhà Nguyễn thuộc tỉnh Sơn Tây, nay thuộc Vĩnh Phúc).
Tiếp theo, sau một lần tấn công đốt phá phủ thành Tam Dương ở địa phận xã Tích Sơn (ngoại vi thị xã Vĩnh Yên ngày nay), cánh quân chủ lực do họ Cao chỉ huy đã giảm sút nhiều, nên phải quay về Mỹ Lương hội quân với thủ lĩnh Bạch Công Trân, rồi cùng lo chấn chỉnh đội ngũ, lấy nghĩa binh miền núi bổ sung lực lượng.
Trong khi đó, nhà vua điều thêm 500 lính từ Thanh Hóa đến Sơn Tây hỗ trợ, lại cử thêm Đô đốc Nguyễn Trọng Thao đang làm nhiệm vụ phòng giữ kinh thành Huế, ra Hà Nội trực tiếp chỉ huy cuộc đàn áp, và còn xuống dụ treo thưởng rằng: Không kể quan, quân, dân, dõng hoặc người theo bọn giặc; người nào bắt sống được Cao Bá Quát đem giải quan thì thưởng cho 500 lạng bạc, giết chết thì thưởng 300 lạng, lại còn thưởng thụ chức hàm để khuyến khích.

### Tàn cuộc
Sau khi bổ sung lực lượng (chủ yếu là người Mường và người Thái ở vùng rừng núi Mỹ Lương), vào tháng Chạp năm Giáp Dần (tháng 12 năm này rơi vào năm dương lịch 1855), Cao Bá Quát đem quân tấn công huyện lỵ Yên Sơn lần thứ hai. Phó lãnh binh Sơn Tây Lê Thuận Đại đem quân nghênh chiến. Cuộc đối đầu đang hồi quyết liệt tại vùng núi Yên Sơn, thì Cao Bá Quát bị Suất đội Đinh Thế Quang bắn chết tại trận. Tiếp theo, Nguyễn Kim Thanh (ngụy Thượng thư) và Nguyễn Văn Trực (ngụy Phó vệ) cũng lần lượt sa vào tay đối phương (sau, cả hai đều bị chém chết). Ngoài những thiệt hại này, hơn trăm nghĩa quân bị chém chết và khoảng 80 nghĩa quân khác bị bắt. Nghe tin đại thắng, vua Tự Đức lệnh cho ban thưởng và cho đem thủ cấp của nghịch Quát bêu và rao khắp các tỉnh Bắc Kỳ rồi giã nhỏ quăng xuống sông.
Mặc dù mất Quốc sư và nhiều thủ lĩnh, nhưng nghĩa quân vẫn cố gắng hoạt động. Tháng 2 (âm lịch) năm Ất Mão (1855), Vũ Văn Ức và Vũ Văn Đổng (đều là học trò Cao Bá Quát) dẫn quân đi đánh phá huyện Phù Cừ. Bị trấn áp, hai ông đều bị bắt giết. Cũng trong tháng này, đầu mục Bạch Công Trân ra đầu thú. Đến tháng 4 (âm lịch), Lê Duy Cự bị lý trưởng xã Trung Lập là Nguyễn Huy Chung dụ bắt được. Sau đó, Lê Duy Cự bị giết, còn viên lý trưởng được thưởng làm Chánh cửu phẩm bách hộ.
Sau lần tiến đánh không thành công ở huyện lỵ Phù Cừ (thuộc Hưng Yên), đội ngũ nghĩa quân gần như tan rã hẳn.
Nhìn lại, cuộc khởi nghĩa chỉ mạnh mẽ ở cuối năm 1854 đến đầu năm 1855. Sau những thắng lợi ban đầu ở Ứng Hòa, Thanh Oai, thì nghĩa quân bị đàn áp và khủng bố dữ dội, nên liên tiếp chịu nhiều thiệt hại. Sau trận thua ở Yên Sơn, Cao Bá Quát bị giết chết, sức chiến đấu của nghĩa quân kể như không còn gì. Trận Phù Cừ phản ánh những cố gắng cuối cùng của nghĩa quân.

## Lý do thất bại
Ở nửa đầu thế kỷ 19, cuộc khởi nghĩa Mỹ Lương, là một trong vài cuộc nổi dậy lớn, tuy ngắn ngủi nhưng có tầm ảnh hưởng sâu rộng. Tuy nhiên, như nhiều cuộc nổi dậy trước và sau nó, mặc dù quyết liệt, nhưng vẫn đi đến thất bại.
Theo nghiên cứu chưa đầy đủ, thì đây cũng chỉ là một cuộc nổi dậy mang đậm tính địa phương riêng rẽ, tổ chức chưa được chu đáo, chiêu bài phò Lê đã mất tính chất hấp dẫn, thiếu một phương thức chiến đấu, thế lực hào mục yếu ớt, vũ khí hãy còn thô sơ. Vì lẽ ấy, cuộc khởi nghĩa sớm bị đập tan bởi sự trấn áp mạnh mẽ bằng quân sự của triều Nguyễn.

## Vài vấn đề liên quan
Tuy thất bại, nhưng cuộc khởi nghĩa Mỹ Lương và cái chết của Cao Bá Quát cũng đã gây được một tiếng vang lớn, và đã làm xúc động nhiều người. Vì vậy, có nhiều giả thuyết và giai thoại liên quan đến cuộc đời ông.

### Về vai trò & động cơ
Về vai trò Cao Bá Quát trong cuộc khởi nghĩa Mỹ Lương, hiện tồn tại hai ý kiến:
- Một, ông chính là người khởi xướng. Theo ý này có Vũ Khiêu, Nguyễn Phan Quang,...
- Hai, ông chỉ là người đi theo (hoặc được mời) rồi cùng tham gia lãnh đạo. Theo ý này có Trần Trọng Kim, Nguyễn Lộc, Nguyễn Quang Thắng, Nguyễn Bá Thế, Phạm Thế Ngũ,[13] Nguyễn Anh,...

Cũng có ý kiến cho rằng Cao Bá Quát nổi dậy không phải vì thương dân mà chỉ vì bất mãn cá nhân, trong số này có sử gia Trần Trọng Kim. Ông viết:
Cao Bá Quát có tiếng là người văn học giỏi ở Bắc Kỳ, mà cứ bị quan trên đè nén, cho nên bức chí, bỏ quan về đi dạy học, rồi theo bọn ấy (Lê Duy Cự) xưng là quốc sư để dấy loạn ở vùng Sơn Tây và Hà Nội.
Theo nhà thơ Cao Bá Nhạ (con của Cao Bá Đạt, gọi Cao Bá Quát bằng chú) trong Trần tình văn thì Bá Quát làm loạn là do bất mãn vì địa vị, phần cũng do ông có tính tình ngỗ ngược, hay chửi đời, bị nhiều người ghét. Theo nhà văn Trúc Khê trong Cao Bá Quát danh nhân truyện ký thì do ông bị ám ảnh "cái mộng đế vương" (tập san Bách Khoa số 142, ra ngày 15 tháng 12 năm 1962 tại Sài Gòn).
Có người lại cho rằng Cao Bá Quát không có ý "làm phản", mà chỉ là người bị Tổng Đốc Nguyễn Bá Nghi vu cáo, vì hiềm riêng. Trong số này có Kiều Oánh Mậu, Phạm Văn Sơn.
Quan điểm của GS. Vũ Khiêu:
Chỉ có thể hiểu Cao Bá Quát và đánh giá đúng tư tưởng và hành động của ông trên cơ sở phân tích nguồn gốc xã hội và diễn biến trong cuộc đời ông. Cao bá Quát là một trí thức xuất thân từ một gia đình nhà nho nghèo. Những cảnh đói rét khổ cực ở khắp nơi hàng ngày day dứt ông làm cho ông phải luôn suy nghĩ mong tìm ra cách giải quyết. Chế độ phong kiến hà khắc, vua quan ngày một tỏ ra bất tài và nguy cơ mất nước cho phương Tây đã khiến ông căm ghét triều đình nhà Nguyễn. Từ chỗ phê phán và phản kháng nó (điều này rất dễ thấy trong thơ văn ông), ông đã tiến tới nổi dậy đánh đổ nó...
Đây cũng phải là sự "nổi loạn", mà chính là sự phản kháng bắt nguồn từ phẩm chất của ông.
Thập tải luân giao cầu cổ kiếm,
Nhất sinh đê thủ bái hoa mai
Có nghĩa:
Mười năm bàn đạo giao du, khó như tìm gươm cổ,
Một đời ta chỉ cúi đầu sùng bái hoa mai.
Hai câu đối rất được truyền tụng này của Cao Bá Quát đã phản ánh đầy đủ tinh thần phản kháng của ông. Chúng vừa nói lên khí phách anh hùng, quyết tâm đứng lên trừ bạo cứu dân, vừa bộc lộ một tâm hồn trong sạch thanh cao, đẹp như hoa mai trắng.

### Về một số giai thoại
Có người vì mến phục chí khí Cao Bá Quát, mà phao lên rằng trong nhà ngục, ông có làm cặp đối: 
Một chiếc cùm lim chân có đế/ Ba vòng xích sắt bước còn vương. Hoặc trước khi thụ án, họ Cao còn ngâm: Ba hồi trống giục mồ cha kiếp/ Một nhát gươm đưa bỏ mẹ đời.
Cũng có người phao lên rằng khi họ Cao bị giải về Hà Nội, vì muốn cứu ông, mà ai đó đã đem một người tù phạm có nét mặt giống ông để thay vào, rồi đưa ông lên Lạng Sơn, giả làm nhà sư để lánh nạn.
Lại có người cho rằng ông không bị hành hình ở khu vực Hàng Hành (Hà Nội) ngày nay, mà là ông bị chém chết ở làng Phú Thị với hai con (Bá Phùng, Bá Thông) và nhiều quyến thuộc .
Trước khi soạn quyển Thơ văn Cao Bá Quát (xuất bản năm 1984), nhóm tác giả (trong đó có GS. Vũ Khiêu), đã về làng Phú Thị, đến phủ Quốc Oai và vùng đất Mỹ Lương. Mặc dù, sau cuộc khởi nghĩa, cả dòng họ ông bị quan quân săn đuổi, Văn thơ ông bị thiêu hủy và cấm tàng trữ...nhưng qua những gì còn sót cũng đủ để GS. Vũ Khiêu kết luận rằng: 
Những câu chuyện trên đây đều không có căn cứ, vì đã được dựng lên do những tình cảm khác nhau của người ta đối với ông mà thôi.
Cao Bá Quát tử trận là điều có thật, đúng như sử nhà Nguyễn đã chép. Và không phải ngẫu nhiên mà triều đình nhà Nguyễn đã khen thưởng và thăng chức cai đội cho Đinh Thế Phong, người đã bắn chết ông.

## Sách tham khảo
- Quốc sử quán triều Nguyễn (Cao Xuân Dục làm tổng tài), Đại Nam chính biên liệt truyện. Nhà xuất bản. Văn học, 2004.
- Trần Trọng Kim, Việt Nam sử lược. Nhà xuất bản Tân Việt, Sài Gòn, 1968.
- Phạm Văn Sơn, Việt sử tân biên (Quyển 5, tập thượng). Tủ sách sử học Việt Nam xuất bản, Sài Gòn, 1961.
- Phạm Thế Ngũ, Việt Nam Văn học giản ước tân biên (quyển trung). Quốc học tùng thư, Sài Gòn, 1963.
- Nguyễn Phan Quang, Lịch sử Việt Nam (1427-1858), Quyển 2, tập 1. Nhà xuất bản Giáo dục, 1977.
- Nguyễn Phan Quang, Việt Nam thế kỷ 19 (1802-1884). Nhà xuất bản Thành phố Hồ Chí Minh, 2002.
- Nhiều người soạn, Thơ văn Cao Bá Quát. Nhà xuất bản Văn học, 1984.
- Thanh Lãng, Bảng lược đồ văn học Việt Nam (Quyển thượng). Nhà xuất bản Trình bày, không ghi năm xuất bản.
- Xuân Diệu, Các nhà thơ cổ điển Việt Nam [Tập 2]. Nhà xuất bản Văn học, 1987.
- Nguyễn Q. Thắng-Nguyễn Bá Thế, Từ điển nhân vật lịch sử Việt Nam. Nhà xuất bản KHXH, 1992.
- Nhiều người soạn, Từ điển Văn học (bộ mới, mục từ do Nguyễn Lộc soạn). Nhà xuất bản Thế giới, 2004.
- Nhiều người soạn, Danh nhân đất Việt (Quyển 3). Nhà xuất bản Thanh Niên, 1995.
- Thái Vũ, Chuyện hay nhớ mãi. Nhà xuất bản Thuận Hóa, 1987.